# Els Jocs Florals de Canprosa
Els Jocs Florals de Canprosa és una obra teatral —concebuda com una comèdia en un acte— escrita en català per l'autor i artista barceloní Santiago Rusiñol i Prats, i estrenada el 1902 al Teatre Romea de Barcelona. El 2018, El Teatre Nacional de Catalunya va presentar una adaptació de l'obra, dirigida per Jordi Prat i Coll, amb direcció musical de Dani Espasa, coreografia de Montse Colomé i escenografia de Laura Clos "Closca".
Amb aquesta comèdia, Santiago Rusiñol va voler denunciar l’idealisme exaltat dels Jocs Florals de l’època, convertits en instrument propagandístic de l'anomenat aleshores «nou catalanisme». Així, va escriure una parodia dels Jocs Florals, la qual cosa va acabar convertint-se en un escàndol excepcional. Enric Cassasses ho va resumir en una frase: «El 1902 s'estrenen Els Jocs Florals de Canprosa i el món floralesc es posa fet una fúria». El context de forta crispació social, en el qual es va produir aquesta estrena, estava marcat, a més, per l'empresonament de centenars de líders sindicals i d'alguns polítics destacats, com ara, Prat de la Riba.
Jordi Prat i Coll, segons ell mateix va explicar, en la seva adaptació de Els Jocs Florals de Canprosa pel TNC, va voler reconduir l'obra de Rusiñol per tal d'oferir un «espectacle musical nostrat», un espectacle de varietats que havia de ser popular i molt eclèctic i que es servís de l'humor i la ironia per poder riure de la pròpia idiosincràsia i jugar amb els arquetips, l'imaginari i la simbologia de Catalunya. I fer això sense prejudicis. Finalment, Prat va aconseguir transformar l'obra de Rusiñol en un musical esbojarrat, amb més de 30 cançons i balls, de la sardana al cuplet i fins i tot cançons d’esplai, que transcorre sota un envelat on hi pot passar de tot. L'adaptació de l'obra inclou referències de Pitarra, Carles Santos, Berlanga, Els Joglars, Les Teresines, esbarts dansaires, Beyoncé o Pirandello.
El 2018, en la representació de l'obra al Teatre Nacional de Catalunya, van treballar el actors i actrius següents: Clara Altarriba, com Lluïseta; David Anguera, com a Quimet; Albert Ausellé, com a Secretari; Rosa Boladeras, com a Srta. Floresta; Jordi Coll, com a Ramon; Ana Domínguez, com a Raimunda; Francesc Ferrer, com a Tonet; Oriol Genís, com a President; Àngels Gonyalons, com a Sra. Ramona; Oriol Guinart, com a Riutort Tallavent; Jordi Llordella, com a Mossèn Pere Catarineu; Anna Moliner, com a Maria; Albert Mora, com a Joan Dolcet; Albert Pérez, com a Sr. Nofre, August Coca i Poncem; Mireia Piferrer, com a Sra. Eulàlia; Kathy Sey, com a Júlia, i Yolanda Sey, com a Núria.